# 1720 Niels
Az 1720 Niels (ideiglenes jelöléssel 1935 CQ) a Naprendszer kisbolygóövében található aszteroida. Karl Wilhelm Reinmuth fedezte fel 1935. február 7-én, Heidelbergben.